# Eurytoma multipunctum
Eurytoma multipunctum är en stekelart som beskrevs av Girault 1915. Eurytoma multipunctum ingår i släktet Eurytoma och familjen kragglanssteklar. Inga underarter finns listade i Catalogue of Life.